# Раден Јабланић
Раден Јабланић (1330 — 1387) је био властеличић у Краљевини Босни, најстарији познати члан Павловића и отац Павла Раденовића који се уздиже током владавине Твртка I и постаје један од најмоћнијих великаша краљевине Босне владајући простором око Криваје и Праче.
Још као дјечак Раден је путовао са оцем по породичним посједима, пратио је довршење изградње града Борача, те је са оцем радио планове на изградњи осталих кула и зидина градова под управом породице. Раденов отац се звао Јаблан, по коме је он и добио презиме Јабланић.
Већ 1355. године преузима управу над породичним посједима, када је Босном владао Бан Стефан Твртко I Котроманић. У тридесет година управљања породичним посједима успио је вишеструко повећати посједе. Тако 1373. године шири посједе на цијелу лијеву обалу Дрине све до Сребренице, на сјеверу до Бирача и Олова на југу до Фоче, држећи тако већи дио источне границе Бановине Босне. 1377. године помаже бану Твртку I да преузме Требиње и дубровачко залеђе Конавле, када му бан даје Требиње и ширу околицу.